# Società Sportiva Milazzo
La Società Sportiva Milazzo S.S.D. A.r.l. meglio nota come Milazzo, è una società calcistica italiana con sede nella città di Milazzo. Milita in Serie D, la quarta divisione del campionato italiano.

## Storia

Una formazione del Milazzo nella stagione 1977-1978

A fondare la S.S. Milazzo fu nel 1930 il prof. Giovanni Impallomeni (1879-1962), che il 16 dicembre di quell’anno ingaggiava il calciatore Federico Auletta, il quale, nella duplice veste di allenatore e capitano, avrebbe guidato la prima formazione del Milazzo.
Il comunicato stampa datato 16 dicembre 1930 ed apparso sulla “Gazzetta di Messina e delle Calabrie” il giorno successivo può dunque considerarsi l’atto di nascita della S. S. Milazzo. Eccone il testo a firma di Giovanni Impallomeni: «la presidenza della Società Sportiva Milazzo comunica che il signor Auletta Federico è stato nominato trainer della squadra di foot-ball. Per giovedì tutti i giocatori affiliati alla Società sono tenuti presentarsi alle ore 14 in tenuta sportiva al Campo di via Grotta Polifemo».u
La prima partita di cui si ha notizia venne giocata al campo di S. Papino il 6 gennaio 1931. A comporre la formazione diversi elementi che avevano militato in precedenza nelle file di altre due squadre di calcio milazzesi, la Nino Cumbo e l'Ambrosiana (da qualcuno in passato indicata erroneamente quale Rinascente). Il Milazzo, in maglia rosso-azzurra, s’impose per 6 a 1 ai danni della Pro Messina, con una tripletta nel secondo tempo di Guglielmo Nastasi, noto ai tifosi come "Nastasi II" o "Moscaglione", tripletta che valse al diciannovenne milazzese, destinato a diventare nel secondo dopoguerra allenatore e presidente del Milazzo, il complimento di «inesorabile cannoniere».
Il 19 luglio 1931 il prof. Impallomeni inaugurava coi suoi ragazzi il campo sportivo “Grotta Polifemo”, sorto sulle ceneri del velodromo “Nino Cumbo”. La nuova maglia azzurra, recante lo stemma civico sul petto, ossia l’ovale raffigurante l'aquila sulle onde del mare, avrebbe caratterizzato gli incontri del secondo semestre del 1931 e degli anni immediatamente successivi, rimpiazzando quella rosso-azzurra alternata talvolta alla maglia rosso-nera.
Vi è traccia di una prima società della S.S. Milazzo nel girone B siculo del campionato di Terza Divisione 1931-1932, la stessa rimase inattiva la stagione successiva.
Impallomeni abbandonò la presidenza della S.S. Milazzo intorno al 1934. A rifondarla e rilanciarla sarebbe stato nel 1937 il ventiduenne Peppino Isgrò che l’anno successivo al Renzo Barbera di Palermo, allora stadio Marrone, conquistava la Coppa Sicilia.
La competizione vide trionfare il Milazzo su circa 20 formazioni delle province di Palermo, Trapani, Catania e Messina. La finale di andata si giocò il 28 settembre 1938 contro la Juventina Palermo. Un rigore calciato da Interlandi ipotecò la Coppa Sicilia al Grotta Polifemo. Di lì a poco, l'attacco della formazione palermitana (in maglia azzurra), nella finale di ritorno venne imbrigliato dalla difesa allenata dal prof. Renato Sartori, un docente del Ginnasio di Milazzo. Finì 0-0 e la Coppa Sicilia venne issata dal capitano della S.S. Milazzo. Sarebbe stata la compagine bianca a tornare la sera "baldanzosa, fiera e allegra alla volta di Milazzo portando i segni del successo finale".
Di lì a poco i calciatori del Milazzo avrebbero indossato definitivamente i colori rossoblù: il «rosso dei picciotti di Garibaldi, il blu del nostro mare». Durante la presidenza Isgrò la S.S. Milazzo si distinse anche nell’atletica e nel basket. Fu lo stesso Isgrò a rilanciare ancora una volta la S.S. Milazzo nell’immediato secondo dopoguerra.
La prima fase dell’attività sociale del Milazzo è segnata da una lunga militanza nelle serie minori del calcio siciliano. La squadra riesce infatti ad accedere alla Serie D solo nel 1971, a distanza di 34 anni dalla sua fondazione.
La formazione rossoblù, guidata dal presidente Nino La Malfa e allenata da Romanetti, era arrivata alla quarta serie nazionale del tempo dopo un brillante primo posto in Promozione, caratterizzato da 24 vittorie, 6 pareggi e nessuna sconfitta in 30 incontri disputati. In casa fece quasi l’en plein, vincendo 14 incontri su 15, e pareggiando 0 a 0 contro il Villafranca. Fuori casa vinse 10 incontri e ne pareggiò cinque (finì 1 a 1 a Barcellona contro la Nuova Igea e 0 a 0 a Lipari). In serie D, nel 1971/72, giunse al terzo posto, dopo Trapani e Marsala; nel 1972/73 al terzo posto alle spalle di Marsala e Leonzio. Quindi, la nuova retrocessione, stavolta però legata ad un fatto che, purtroppo per il Milazzo, assurge alla cronaca nazionale: il 23 marzo 1974, in occasione di Milazzo-Modica, dopo un fitto lancio di oggetti sul terreno di gioco, avviene un'invasione di campo da parte di alcuni spettatori, di cui fa le spese la terna arbitrale, e soprattutto l'arbitro abruzzese Gianni Papponetti, che viene pesantemente malmenato, prima di essere tratto in salvo dall'intervento, in particolare, del portiere del Milazzo. L'episodio costa al club due anni di squalifica del campo "Grotta di Polifemo" e dieci punti di penalizzazione: i rossoblù vengono così retrocessi in Promozione. Nel 1974/75, giocando "in esilio" nella vicina Olivarella (San Filippo del Mela), la SS Milazzo ottiene il 2º posto, e nel 1975/76 -giocando in casa ancora nell'impianto di Olivarella- finisce sempre seconda dietro lo Scicli; quindi vince il campionato nel 1976/77, con l'oriundo argentino "Ghigo" Locatelli alla guida tecnica della squadra, tornando così nel 1977/78 a disputare il campionato di Serie D. Da quell'anno, però, quel torneo smette di essere la cosiddetta "quarta serie" dei campionati nazionali, in virtù dello "sdoppiamento" della Serie C, che rimarrà tale fino al 2013/14 (per quanto negli ultimi sei anni con il nome di Lega Pro).
In "quinta serie" il percorso del club dura un solo anno: la retrocessione immediata porta i rossoblù a disputare due tornei di Promozione, giungendo prima al settimo posto, poi al primo, e tornando quindi nel 1979/80 in Serie D. Alla nuova, immediata retrocessione seguono però problemi finanziari che costringono la società ad interrompere la propria attività tra il 1981 ed il 1984. Nel 1984/85 viene iscritto un nuovo club alla Prima Categoria, con il nome di Pro Milazzo, dopo aver rilevato il titolo sportivo del Merì. Arriva solo tredicesimo. L'anno dopo, però, dalla fusione fra Pro Milazzo e Aquila Valdina, nasce l'Aquila Milazzo, che militerà nel girone A della Promozione siciliana, dove si piazzerà al 10º posto. Nell'estate 1986 la società riprende il nome di SS Milazzo. Il primo campionato del ricostituito club è infausto, portando subito la retrocessione, ma l'anno dopo, al termine di un torneo di Prima Categoria finito al sesto posto, i rossoblù vengono ripescati in Promozione. Nel 1988/89, con l'avvento del gruppo degli imprenditori edili milazzesi Oliva alla guida della società, non si evita una nuova retrocessione sul filo di lana, ma l'anno successivo si vince bene il campionato di Prima Categoria, prevalendo al termine di un acceso duello contro l'Orlandina. È il Milazzo di alcuni giovani interessanti, tra cui Gaetano Catalano, Benedetto Granata, Pierpaolo Giunta, che crescono sotto la "chioccia" di Vincenzo Cinquegrana, ex Sampdoria, Messina, Rende ed Akragas, e diretto in panchina dall'esperto tecnico messinese Piero Mancuso.
Successivamente, il Milazzo, nel 1990-91, è allenato -ed arriva al terzo posto in Promozione- da un uomo di calcio che in passato aveva militato come giocatore nelle file di Messina e Igea (fra le altre compagini) e, pur se di origine campana, si era nel frattempo stabilito definitivamente in Sicilia: Pietro Lo Monaco, che in futuro diventerà ben noto in ambito nazionale come manager di importanti club anche di serie A, tornando peraltro anche a ricoprire ruoli dirigenziali a Milazzo con il recente "sbarco" nei professionisti. Tornando ai primi anni Novanta, quando nasce il torneo di Eccellenza (1991-92), vi viene ammesso anche il club mamertino, per il buon piazzamento in Promozione. Così, però, il campionato in cui milita il Milazzo, ormai, è diventata la sesta serie nazionale.
Solo nel 1993, con alla guida il catanese Gigi Chiavaro, la società rossoblù accede nuovamente al calcio nazionale, disputando dodici campionati di Serie D (denominato nel tempo Interregionale, e poi Campionato nazionale dilettanti) in altrettante stagioni. La squadra in quinta serie si è dunque resa protagonista di stagioni di rilievo, quali la stagione 1994/95 e quella 1997/98. Nel primo di questi due campionati il Milazzo fu guidato dal brillante tecnico laziale Mauro Zampollini: epica fu la sfida contro il Messina e soprattutto il Catania di Busetta, finita con un secondo posto finale dopo aver guidato la classifica fino al match-clou del Grotta Polifemo del 25 marzo 1995, perso 1-2 di fronte ad un impianto strapieno. Nel 1998 la squadra fu guidata da Pasquale Marino, poi tecnico di varie squadre in B ed A, e ottenne il secondo posto dietro al Messina.
Il Milazzo Calcio ha negli anni Novanta inoltre lanciato professionisti con all'attivo vari tornei di A e B, come l'attaccante Giorgio Corona o il difensore senegalese DouDou (in anni più recenti avrebbero poi indossato la casacca rossoblù il centravanti Alfredo Aglietti, i portieri Ambrosi e Terracciano, la punta mancina Nicastro).
Le dodici stagioni consecutive in quinta serie non evitano comunque che nel 2005 il sodalizio venga radiato e costretto a ripartire praticamente da zero.
La svolta nella storia recente del Milazzo arriva però nel 2007. Pietro Cannistrà, imprenditore nel settore delle scommesse sportive, rileva la società dopo essere stato presidente di altri club in provincia di Messina. Cannistrà sarà l’unico proprietario della società per tre anni, che coincidono con tre promozioni consecutive tutte guadagnate tramite la vittoria del campionato. Il Milazzo, mantenendo intatto un discreto gruppo di giocatori lungo il percorso verso le serie professionistiche, si classifica primo in Promozione, Eccellenza e Serie D, nelle ultime due categorie sotto la guida del tecnico Antonio Venuto. Nel 2009-2010, proprio nel massimo campionato dilettantistico, la squadra mamertina riesce addirittura a battere società blasonate come Trapani, Avellino e Messina.
Una volta approdato nel Campionato Professionistico di Lega Pro Seconda Divisione, il sodalizio subirà un cambio “forzato” quanto alla sua guida. Cannistrà, dato il suo impegno nel settore dei bookmakers, è costretto a cedere la società per non contravvenire alla normativa vigente, vendendo la società al prezzo simbolico di 1€. All’imprenditore messinese subentrerà un gruppo capitanato dalla famiglia Lo Monaco. Si attiverà quindi una collaborazione con il Catania Calcio, di cui Pietro Lo Monaco era allora amministratore delegato: la maggior parte dei giocatori proviene infatti dalle giovanili della squadra etnea. Alla sua prima stagione in Lega Pro Seconda Divisione, nell’anno 2010-2011, il Milazzo è così riuscito a terminare 3º in classifica. Ha disputato i playoff contro l'Avellino, perdendo sia la partita di andata che di ritorno e rimanendo nella stessa serie per la stagione successiva.
Nella stagione di Lega Pro Seconda Divisione 2011-2012, dopo un campionato combattuto, la squadra riesce a ottenere con una giornata di anticipo la salvezza grazie alla vittoria interna per 2-1 contro il Celano Football Club Olimpia.
Il 25 luglio 2012 il gruppo Peditto rileva le quote della società dalla famiglia Lo Monaco e comincia a programmare la nuova stagione. La gestione Peditto è però disastrosa: in un'occasione, addirittura, il presidente, per evitare le proteste di giocatori e tifosi, si nasconde all'interno del bagagliaio di una vettura. I giocatori attuano poi uno sciopero che si conclude con la messa in mora della società (che porterà a due punti di penalizzazione) e ad ottobre il gruppo Lo Monaco, che in realtà non aveva mai ceduto la società, ritorna alla guida della squadra, rivoluzionando l'intera rosa. Il Milazzo conclude il campionato 2012-13 di Lega Pro Seconda Divisione all'ultimo posto e retrocede: la gravosa situazione debitoria porta addirittura alla rinuncia alla reiscrizione, avviando la società al fallimento.
Nel 2014 il Città di Milazzo del presidente Salvatore Costantino, militante in Promozione girone B, cambia nome e diventa l’ASD Sport Soccer Milazzo 1937, subito ripescata in Eccellenza. Nella stagione 2014-2015 arriva al quarto posto,ma dato il distacco superiore ai 10 punti vantato dallo Scordia, 2ª in classifica,non partecipa ai playoff. Nella stagione 2015-2016 conclude il campionato al nono posto, ottenendo una tranquilla salvezza.
Il 5 giugno 2016 Pietro Cannistrà rientra nel sodalizio, in qualità di presidente onorario. L’ASD Sport Soccer Milazzo 1937 cambia denominazione in S.S.D. Milazzo 1937, riacquistando il nome proprio della prima gestione Cannistrà. Nel club c’è anche Benedetto Bottari, direttore generale esattamente come negli anni d’oro che condussero il Milazzo tra i professionisti, che si dimetterà però per motivi strettamente personali nel mese di gennaio. Intanto la stagione non comincia benissimo ed alla sesta giornata di campionato, dopo la sconfitta rimediata ad Acireale, il Milazzo cambia allenatore. Esonerato Giannicola Giunta, sulla panchina dei rossoblù arriva Danilo Rufini, tecnico cosentino noto per i suoi trascorsi da calciatore professionista specie con le maglie di Cosenza, Juve Stabia e Gela. Sotto la guida di Rufini, la formazione mamertina conquista la finale di Coppa Italia Regionale, persa contro il Troina poi promosso in Serie D quale finalista della Coppa Italia Dilettanti ed il 19 gennaio piomba in testa alla classifica del campionato di Eccellenza, in coabitazione con Acireale e Catania San Pio X. Successivamente il Milazzo chiuderà il campionato al quinto posto, uscendo sconfitto ai play-off dall'Acireale per 3-1 dopo i tempi supplementari.
A luglio 2017 la società prova a ridefinire l'organigramma societario ed intanto nomina Simona Marletta nuovo direttore generale rendendo noto l'ingaggio di Orazio Pidatella quale nuovo allenatore. Eppure l'attività in vista della nuova stagione sportiva dura solo qualche settimana: presto arrivano le dimissioni del presidente Costantino, cui segue la volontà della dirigenza di cedere in toto il club e - visto l'esito negativo dei tentativi di cessione - la mancata iscrizione al campionato di Eccellenza. Il 1 agosto 2017 Milazzo fronteggia allora il terzo fallimento in soli 12 anni. In città restano cinque società: tre iscritte alla Prima Categoria, ovvero Duilia, Virtus Milazzo e Milazzo Academy (con queste ultime due che al termine del campionato risulteranno promosse in Promozione, rispettivamente come prima classificata e come vincitrice dei playoff); le altre due iscritte alla Terza Categoria, ovvero Don Peppino Cutropia e Arci Grazia.
Nel luglio 2018 la società messinese del Pistunina annuncia il trasferimento del titolo sportivo di Eccellenza a Milazzo, riportando dopo una sola stagione il massimo campionato dilettantistico nella Città del Capo; la nuova società prende il nome di S.S.D. 1937 Milazzo.
Fallito l'obiettivo promozione in Serie D, il Milazzo acquista il titolo sportivo dell'Igea Virtus al fine di accrescere le possibilità di ripescaggio in quarta serie.. Nonostante ciò, il tentativo di ripescaggio non va a buon fine e la società fallisce a campionato in corso.
Nel 2019 la Virtus Milazzo, seconda formazione cittadina militante nel campionato di Promozione, cambia denominazione in S.S. Milazzo.
Nel 2022, dopo alcune stagioni trascorse ai vertici del campionato di Promozione, la formazione mamertina viene ripescata in Eccellenza, ritornando dopo 3 stagioni nel massimo campionato dilettantistico regionale. Alla prima stagione in Eccellenza, nel 2022-23 i rossoblu conquistano la permanenza all'ultima giornata, senza passare dai playout. Nella stagione 2023-24 il Milazzo, complice un girone di ritorno da imbattuto, recita un ruolo da protagonista concludendo la regular season con un sorprendente quarto posto, alle spalle delle promosse Enna e Paternò (rispettivamente vincitrice del campionato e della Coppa Italia di categoria) e del Modica, conquistando un piazzamento nella griglia playoff. 
Nella post season i mamertini sconfiggono in semifinale la Jonica, battendola tra le mura amiche del Marco Salmeri per 2-1, raggiungendo la finale; tuttavia la corsa dei rossoblu si arresta proprio all'ultimo atto, con la sconfitta per 2-0 al Vincenzo Barone di Modica, che spedisce i rossoblù modicani alla fase nazionale per la promozione in Serie D.
Nella stagione 2024-25 la formazione tirrenica milita nel girone B del campionato di Eccellenza Sicilia. Nelle prime 7 giornate arrivano altrettanti successi, che issano i rossoblù in cima al girone e contribuiscono ad ottenere il platonico titolo di campione d'inverno. La testa della classifica viene mantenuta sino a fine febbraio, quando - complice un periodo di flessione in cui i mamertini conquistano appena 3 punti in 4 giornate - il Modica effettua il sorpasso. Tuttavia, con il successo esterno nello scontro diretto del Vincenzo Barone, la squadra guidata da mister Angelo Bognanni opera l'aggancio e riconquista la vetta. 
Il 27 aprile 2025, sbancando il Comunale di Santa Teresa di Riva con il successo per 1-0 in casa della Jonica, il Milazzo conquista la promozione ed il ritorno in Serie D dopo 15 anni di assenza.

## Colori e simboli
I colori sociali del Milazzo sono il rosso e il blu.
Lo stemma della squadra rappresenta un'aquila, simbolo della città.

## Strutture

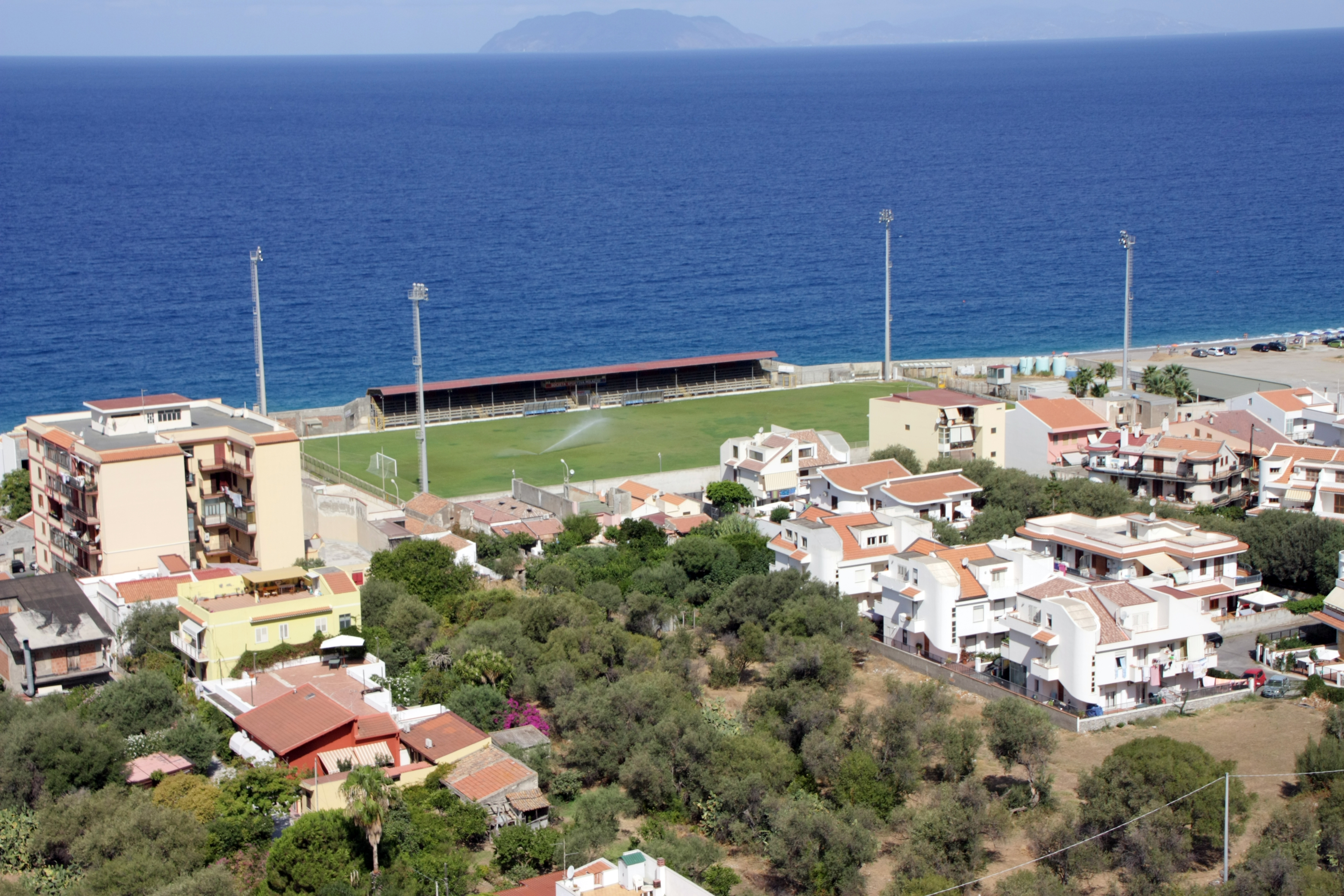
Stadio Comunale Marco Salmeri

### Stadio
Il Milazzo disputa le sue partite casalinghe allo stadio comunale Marco Salmeri di Milazzo. La struttura, munita di manto erboso, ospita una capienza di 2.500 posti; ristrutturato nell'anno della promozione in Lega Pro Seconda Divisione, esso prende il nome dalla grotta di Polifemo, presunta dimora della famosa creatura mitologica del ciclope Polifemo. Il 29 dicembre 2014 lo stadio viene intitolato a Marco Salmeri, ex calciatore milazzese deceduto tragicamente qualche mese prima in un incidente stradale. All'interno della struttura, gli è stata dedicata una statua in cui lo ritrae con indosso la maglia rossoblù numero 10 durante un'azione di gioco.

## Allenatori e presidenti
Allenatori:
- 1937-1958  ...
- 1958-1959  Luigi Valsecchi
- 1959-1961  ...
- 1961-1963  Giuseppe Salerno
- 1963-1997  ...
- 1994-1995  Mauro Zampollini
- 1997-1999  Pasquale Marino
- 1999-2008  ...
- 2008-2011  Antonio Venuto[28]
- 2011-2012  Salvatore Amura (1ª-10ª)
 Gaetano Catalano (11ª-17ª)
 Nicola Trimarchi (18ª-40ª)[29]
- 2012-2013  Marco Tosi (1ª-8ª)[30]
 Francesco Tudisco (9ª-34ª)
- 2013-2014  Gaetano Accetta
- 2014-2015  Lorenzo Alacqua (1ª-18ª)[31]
 Giuseppe Perdicucci (19ª-25ª)[32]
 Gianluca Perrone (26ª-30ª)
- 2015-2016  Antonio Alacqua[33]
- 2016-2017  Giannicola Giunta (1ª-6ª)
 Danilo Rufini (7ª- 30ª)
- 2017-2018  Orazio Pidatella
- 2022-2023  Antonio Venuto
- 2023-2025  Angelo Bognanni
- 2025-  Gaetano Catalano

Presidenti:
- 1994-1995  Pietro Sciotto
- 2007-2010  Pietro Cannistrà
- 2010-2015  ...
- 2014-2015  Salvatore Costantino
- 2015-2016  Salvatore Miroddi[34]
- 2016-2017  Salvatore Costantino
- 2017-2019
- 2019-2022  Francky Alacqua
- 2023-  Mauro Versaci

## Palmares

### Competizioni interregionali
- Serie D: 1

2009-2010 (girone I)

### Competizioni regionali
- Eccellenza: 3

1992-1993 (girone A), 2008-2009 (girone B), 2024-2025 (girone B)
- Promozione: 4

1970-1971 (girone B), 1976-1977 (girone B), 1979-1980 (girone B), 2007-2008 (girone B)
- Prima Categoria: 2

1959-1960 (girone B), 1989-1990 (girone A)

### Competizioni giovanili
- Coppa Giovanissimi Professionisti: 1

2010-2011

## Statistiche e record

### Partecipazione ai campionati
Nazionali
| Livello | Categoria                       | Partecipazioni | Debutto   | Ultima stagione | Totale |
| ------- | ------------------------------- | -------------- | --------- | --------------- | ------ |
| 4º      | Promozione                      | 2              | 1950-1951 | 1951-1952       | 10     |
| 4º      | Serie D                         | 5              | 1971-1972 | 2025-2026       | 10     |
| 4º      | Lega Pro Seconda Divisione      | 3              | 2010-2011 | 2012-2013       | 10     |
| 5º      | Campionato Nazionale Dilettanti | 6              | 1993-1994 | 1998-1999       | 14     |
| 5º      | Serie D                         | 8              | 1980-1981 | 2009-2010       | 14     |

## Tifoseria

### Gemellaggi e rivalità
La tifoseria organizzata del Milazzo è gemellata con i calabresi della Vigor Lamezia. Gli ultras mamertini intrattengono inoltre un rapporto di amicizia con la tifoseria dell'Acireale.
La rivalità più sentita dalla tifoseria rossoblù è indubbiamente quella con i giallorossi dell'Igea Virtus: a tal proposito, l'acquisizione del titolo sportivo della società barcellonese da parte della dirigenza milazzese - nell'estate del 2019 - suscitò notevoli proteste da parte degli ultras di entrambe le compagini. Molto accesa anche la rivalità esistente con i biancoscudati del Messina. Altri cattivi rapporti intercorrono con le tifoserie del Modica, del Paternò, della Leonzio, del Vittoria, dell'Avellino, della Sancataldese, del Siracusa e della Vibonese.